# Голос Украины
«Голос Украины» (укр. Голос України) — украинская газета, официальный печатный орган Верховной рады Украины. Выходит с 1 января 1991 года пять раз в неделю.
Согласно закону Украины «О порядке освещения деятельности органов государственной власти и органов местного самоуправления на Украине средствами массовой информации» в газете публикуются законы Украины, постановления Верховной рады, постановления и распоряжения Кабинета министров Украины, постановления Верховного суда и Конституционного суда, решения органов местного самоуправления, другие нормативно-правовые акты.